# Upphandlingsavgift
Upphandlingsavgift benämndes en personlig skatt som på Georg Heinrich von Görtz' befallning utskrevs av Kontributionsränteriet 7 februari 1716 för att främja det s.k. upphandlingsverket, det vill säga. Upphandlingsdeputationens låneoperationer i syfte att förse hären med dess förnödenheter. Avgiften, som var ganska dryg, var lämpad efter vederbörandes rang och ålåg alla, utom fattiga och flyktingar. Som den befanns otillräcklig, utskrevs för samma år ännu en sådan avgift, som i allmänhet var hälften mindre än den förra. Tillsammans inbragte de 735 390 dal. smt. En något förhöjd Upphandlingsavgift måste utgöras även 1717 och 1718; den inbragte resp. 807 200 och 682 790 dal. smt.
Betalningen av denna skatt försvårades genom föreskriften att den måste göras med redbart mynt. På riksdagen 1719 beslöts att denna skatt skulle utgöras även det året och i första rummet användas till betalning av räntorna på "ständernas obligationer", och därför ändrade ständerna dess namn till betalningsavgift.